# Pully
Pully er en by i det vestlige Schweiz med 18.313 (2018) indbyggere. Byen ligger i Kanton Vaud som en satellitby til Lausanne.